# Odontomyia nigrinervis
Odontomyia nigrinervis är en tvåvingeart som beskrevs av Mario Bezzi 1926. Odontomyia nigrinervis ingår i släktet Odontomyia och familjen vapenflugor. Inga underarter finns listade i Catalogue of Life.